# Colletes texanus
Colletes texanus är en biart som beskrevs av Cresson 1872. Colletes texanus ingår i släktet sidenbin, och familjen korttungebin.

## Underarter
Arten delas in i följande underarter:
- C. t. crawfordi
- C. t. texanus